# SN 1999br
SN 1999br – supernowa typu II-P-pec odkryta 12 kwietnia 1999 roku w galaktyce NGC 4900. W momencie odkrycia miała maksymalną jasność 17,50m.